# 露の棗
露の 棗（つゆの なつめ、本名：栗原 夏子、1990年6月1日 - ）は、日本の落語家（上方噺家）。大阪府豊中市出身。

## 経歴
3人姉妹の真ん中として誕生する。父は医師、母親は公認会計士で大阪府知事に立候補した事で知られる栗原貴子であり、母親が大阪府知事に立候補した際は姉･妹と共に選挙を支えた(栗原の演説が行われた際、落語の公演により同伴できず、姉･妹のみの同伴になった。)。
親和中学校・親和女子高等学校を経て、2013年に関西大学政策創造学部を卒業。大学時代は学内の落語研究会「落語大学」に所属した。
2014年10月10日に露の都に弟子入り。
特技はアイドルのダンスの振付コピーであり、アニメキャラのコスプレ等も行うおたくのキャラもある。そのため、落語家である他にコスプレイヤーとしても活躍するマルチタレントでもある。